# اسپندرال (معماری)

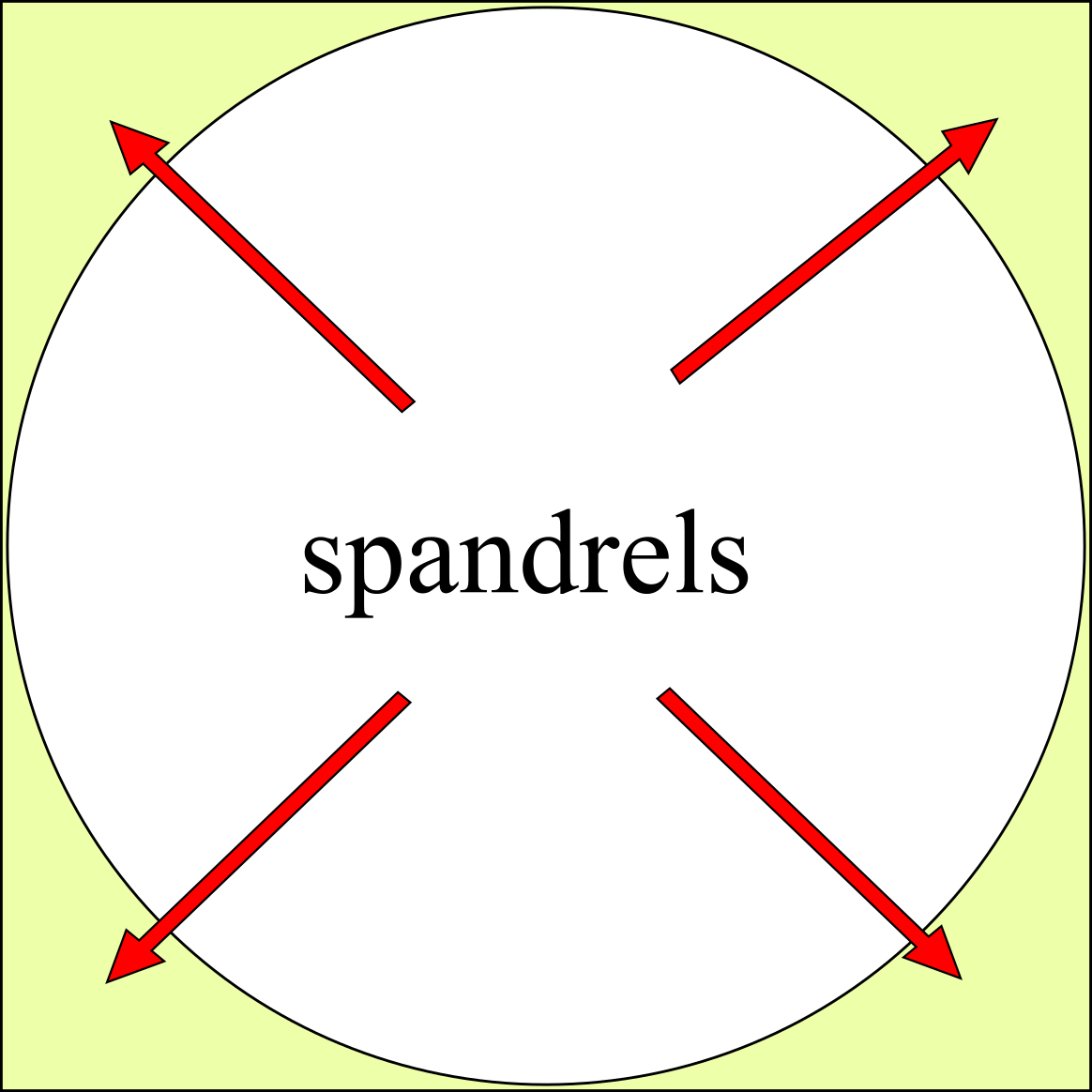
اسپندرال‌های گردی محاط در چهار‌گوش

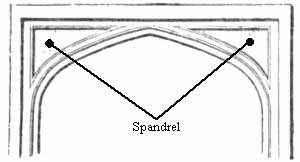
اسپندرال‌های تاق تودور

فضا‌های سه‌گوش خم‌دار یا اسپندرال(انگلیسی: Spandrel) که در تاق‌ها و قوس‌ها بیشتر به نمایی سه‌گوشه بوده که گاه به نمودی دو‌تایی، بین و بالای یک قوس و یا یک چهار‌چوب راست‌گوشه«مستطیل» یافت می‌شود. جایگاه این فضا‌ها بین دو قوس نزدیک‌هم در دو تاق کناری یا از چهار گوشه‌های بین گردی محاط در یک چهار‌گوش است. که بیشتر با پاره‌ای نگاره‎‌ها آراسته می شوند.

## مانای واژه
در تاریخ مهرازی و هنر چهار یا پنج مانای پذیرفته شده و مشابه از واژه اسپندرال وجود دارد که بیشتر به فضای بین یک رشته خمیده و گوشه‌ای از یک راست‌گوشه گفته می شود - مانند فضای بین منحنی یک تاق و یک قالب‌بندی گوشه‌ای، یا فضایی بر‌روی دیوار که با تاق‌های دنباله‌دار کنار هم دوره شده یا در فضای گوشه‌ای بین دو تاق گرفتار شده‌است، یا فضای بین انگاره‌ای گرد یا شلجمی در مرکز فرش با گوشه‌های راست‌گوشه‌ای آن، یا فضای بین رویه گردی ساعت و چهار‌گوش دوره کرده‌اش، و یا فضایی دیداری که زیر پله در میانه‌اش با زمین، گنجانده شده‌است. 

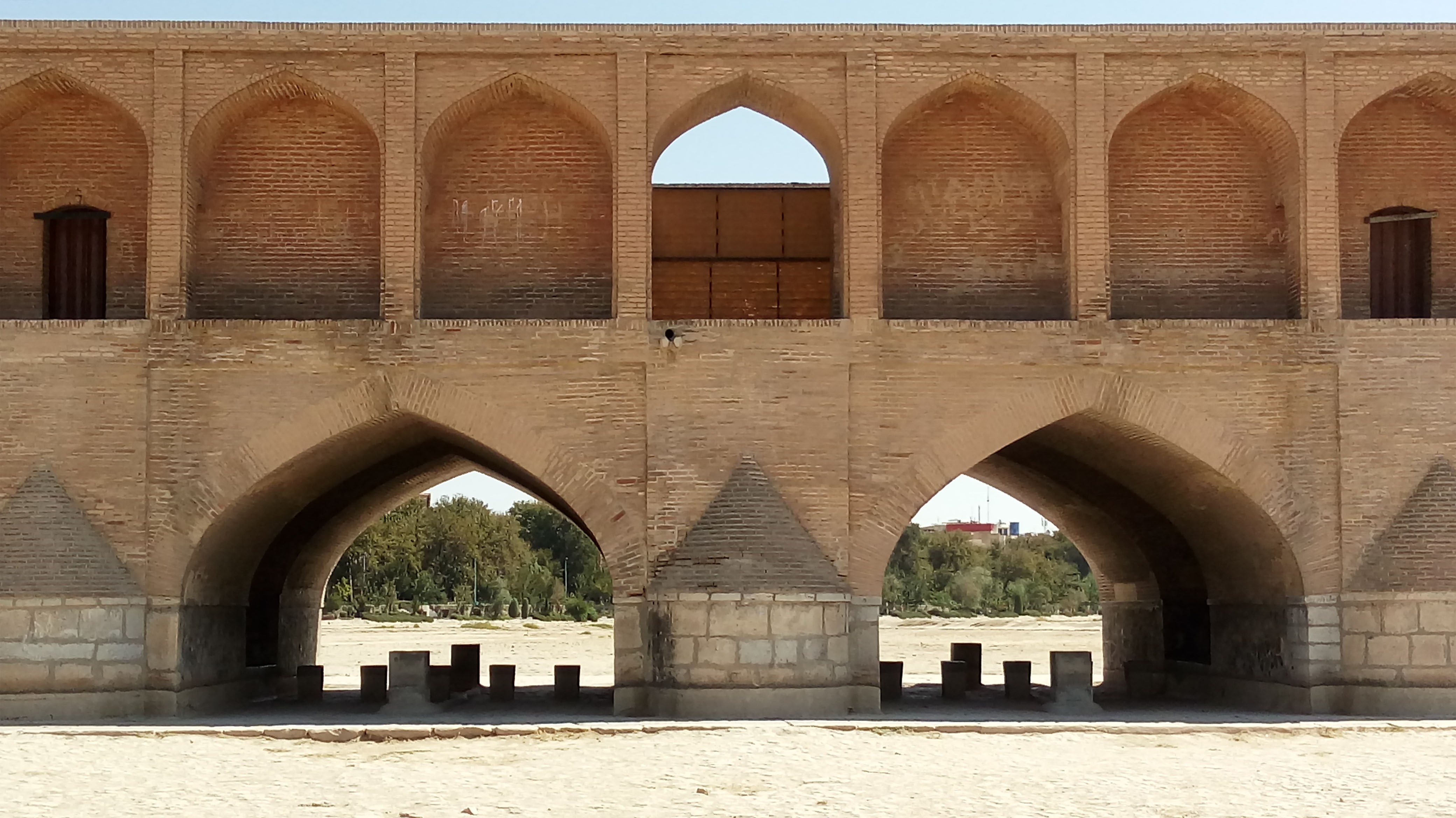
سه‌گوش‌های خم‌دار الگویی، سی‌و‌سه‌پل اصفهان

در ساختمانی که بیش از یک طبقه دارد، از اسپندرال برای نشان‌دادن فضای بین بالای پنجره در یک طبقه و آستانه زیرین پنجره در طبقه بالا نیز استفاده می‌شود.  و معمولاً زمانی به‌کار می‌رود که در این فضا یک صفحه سنگ‌تراشی شده یا دیگر پاره آراستنی‌ها دیده شود، و یا اگر زمانی که فضای بین پنجره‌ها با شیشه‌های مات یا نیمه شفاف پر شده است، "شیشه اسپندرال" نامیده می‌شود.
در ساخت‌وسازهای بتنی یا فولادی، تیر بیرونی‌ای که در یک طبقه از ستونی به ستون دیگر امتداد می‌یابد و معمولاً بار دیوار بیرونی را تحمل می‌کند، به‌عنوان "تیر اسپندرال" یا "تیر محیطی یا کوپله" شناخته می‌شود.
در آرایش‌های مهرازی، اسپندرال به پاره‌ها و آویزه‌های نگاره‌داری افقی که بر دهانه‌های درونی و بیرونی بین پایه‌ها جای می‌گیرند گفته می‌شود. آنها را می‌توان از چوب برش خورده، ساختار توپ و میله و کنده کاری‌‌های دوکی الگویی ساخت. اسپندرال‌های به‌کار رفته برای آرایش چوبی به نام اسپندرال های "شیرینی زنجفیلی" در معماری شناخته می‌شوند. اگر به‌ نمود قوسی از تاق باشند، به آن‌ها "اسپندرال قوسی زنجفیلی" می‌گویند.
اسپندرال‌های روی دهانه‌ها و شیشه‌کاری‌ها عمودی طبق طبق، به‌ویژه در هنر گوتیک بیشتر با آرایش‌های فراوان و گوناگونی انگاشته‌شده‌اند. در کالج مگدالن آکسفورد می‌توان نمونه سوراخ‌کاری‌شده آن را دید.
اسپندرال درها، در دوره تزئین گری گوتیک بیشتر دیده می‌شود، اما در سایر مهرازی‌ها به ندرت بخشی از ریخت در، را تشکیل می‌دهند و به نمایی افزونه بر‌روی در نمود می‌یابند .

## گنبدها
اسپندرال‌ها در سازه‌های گنبدی مهرازی رومی، مسجد‌ها و کلیسا‌ها نیز نمود‌کرده و در نمای گسترده‌ای پس از دوره قرون وسطی دیده می‌شوند.
در جایی که گنبد نیاز به تکیه بر پایه‌ و چهارچوبی چهارگوش یا راست‌گوشه داشته و از سطح ستون‌های تکیه‌گاه بالا‌تر می‌رفته، اسپندرال‌های برجسته به نام «سه‌گوش زیر‍‌گندی»، وزن گنبد را در بر گرفته و روی ستون‌ها متمرکز می‌کردند.

## نگار‌خانه

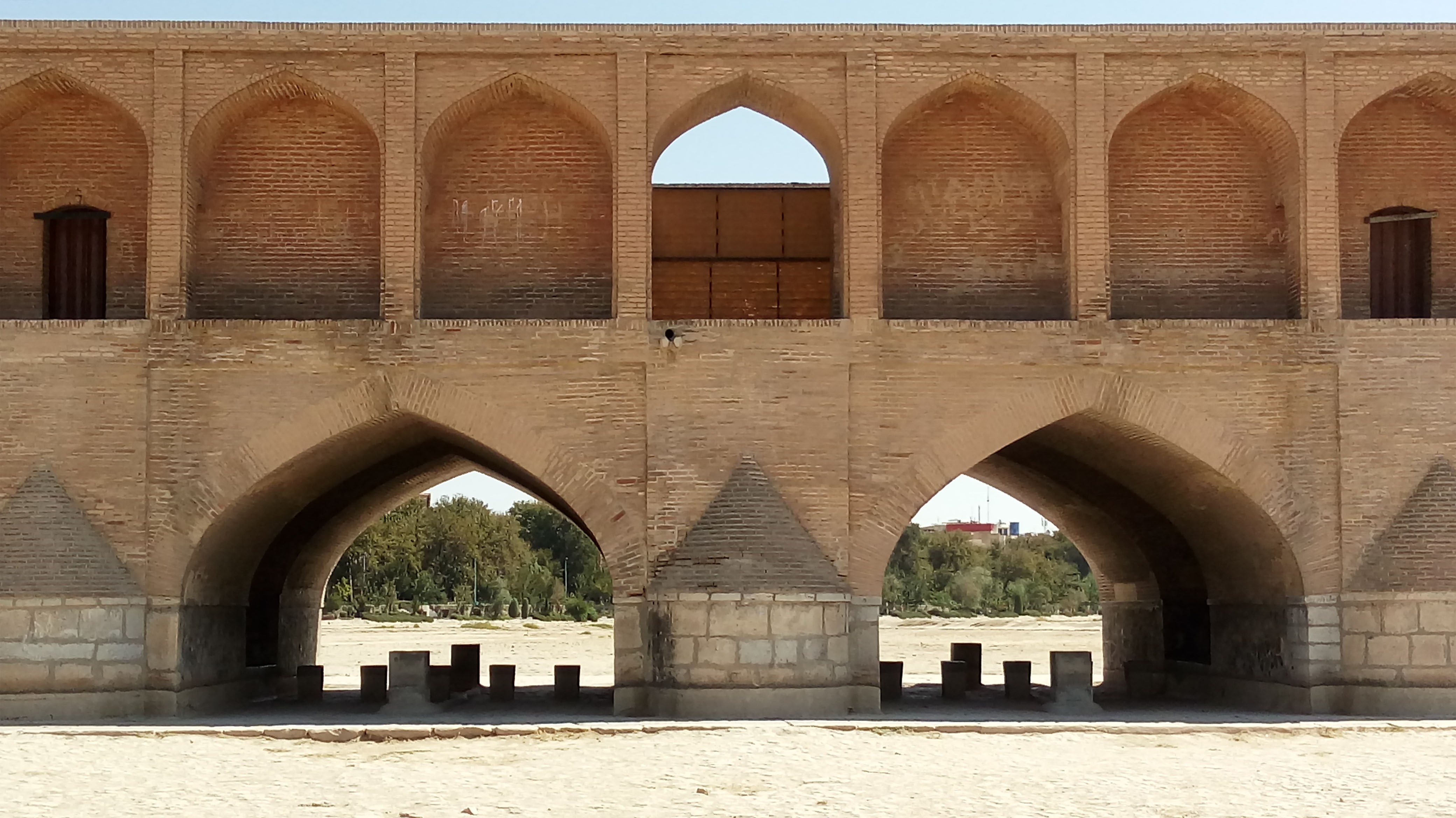
سه‌گوش‌های خم‌دار الگویی، سی‌و‌سه‌پل اصفهان
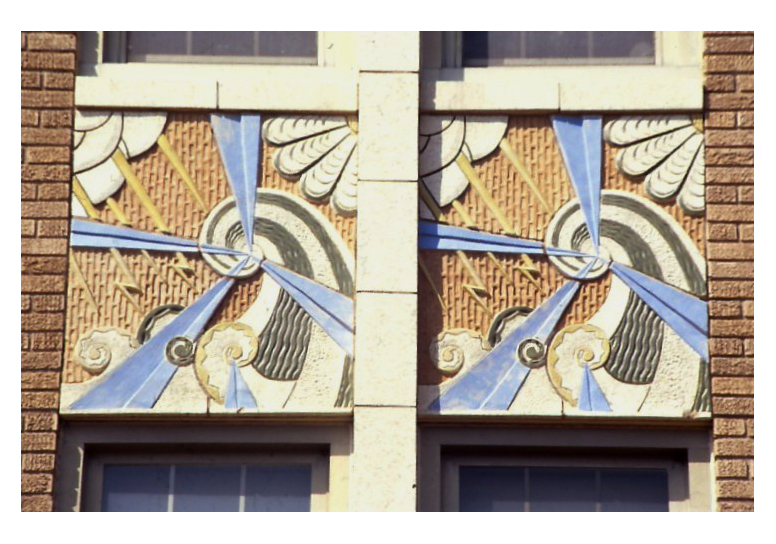
اسپندرال کاشی راست‌گوشه‌ای بین دو پنجره پایینی و سری
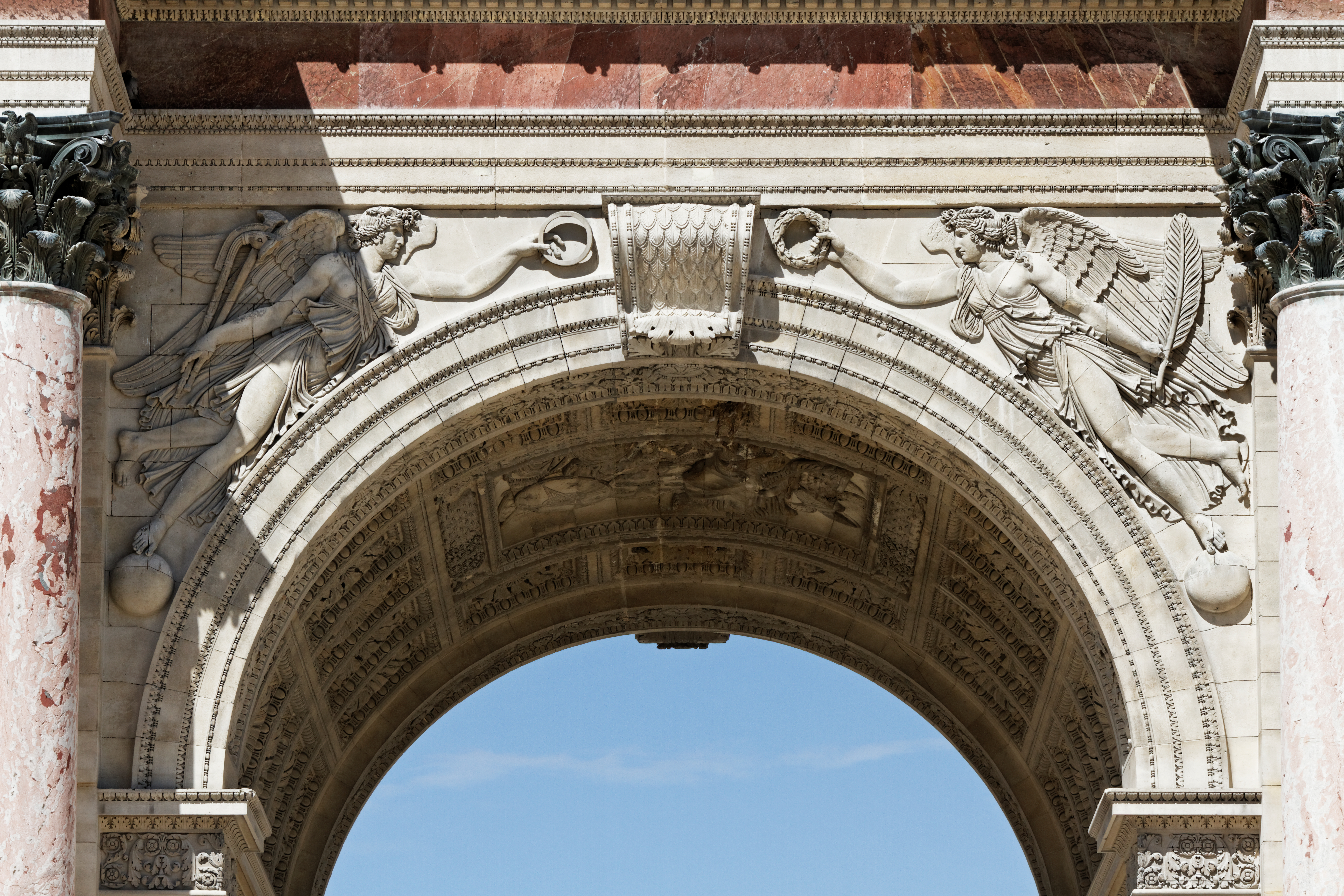
فیگورهای بال پیروزی «ویکتوریا» در اسپندرال تاق پیروزی کاروسل، پاریس
اسپندرال‌های موازی و دنباله‌دار زیر‌پل، دوبوا
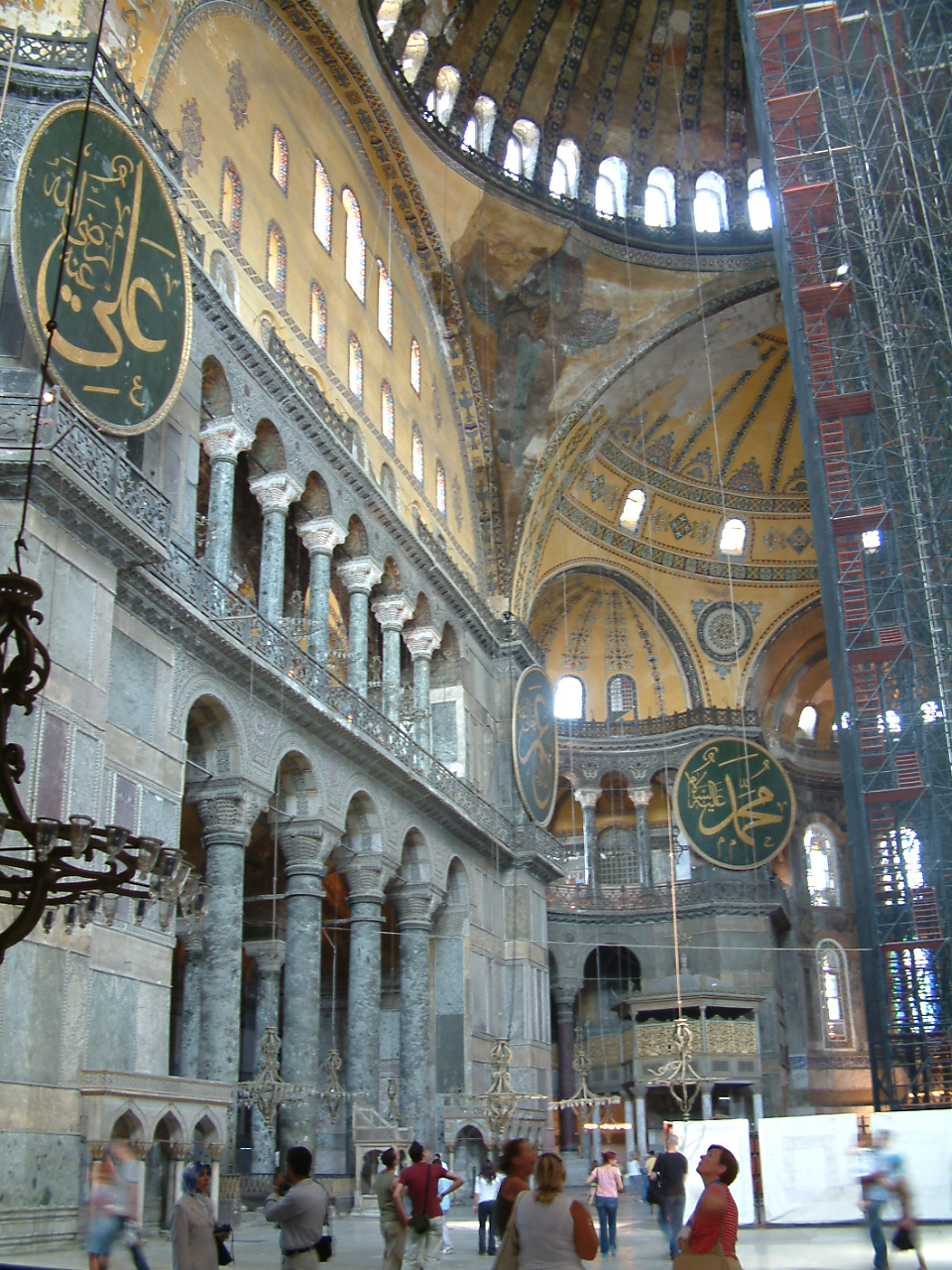
اسپندرال سه‌گوش زیر‍‌گندی، ایا صوفیه

## بیشتر بخوانید..
- معماری کلیسا‌های جامع
- اسپندرال (زیست شناسی)
- سکنج

## بن‌مایه
1. ↑  less often spandril or splaundrel
2. ↑  «The Art Instinct: Beauty, Pleasure, & Human Evolution».